# Ezequiel
Ezequiel (em hebraico: יְחֶזְקֵאל, Yəḥezqēʾl; em grego: Ἰεζεκιήλ, romaniz.: Iezekiḗl; em latim: Ezechiel), foi um sacerdote que profetizou por 22 anos durante o século VI a.C., através de visões que teve durante o exílio da Babilônia, tal como registrado no Livro de Ezequiel.
O cristianismo e o judaísmo vêem Ezequiel como um profeta, consideram o seu livro como parte de seu cânone, considerando-o o terceiro dos principais profetas. 

## Biografia
Ezequiel era um sacerdote que foi chamado para profetizar durante o Exílio do povo judeu na Babilônia, tendo exercido sua atividade entre os anos 593 a 571 AC. Diz-se que fundou uma escola de profetas e que ensinava a Lei à beira do Rio Quebar que corta a cidade de Babilônia.
São curiosas as visões que o profeta teve sobre a glória de Yahweh e os sinais que aconteceram em sua própria vida demonstrando que as ações de Deus são fortes e marcantes. Ezequiel perdeu a sua esposa como sinal da queda de Jerusalém.
A comunidade, em meio à qual ele vivia, acreditava que em breve tudo voltaria a ser como antes, para seus contemporâneos o projeto de Deus era mero sistema que lhe dava segurança. Ezequiel, no entanto, sabe que o sistema passado estava agonizando de maneira irrecuperável, pois Jerusalém seria destruída.
Segundo ele, a sociedade sofria de doença crônica e incurável, pois havia abandonado o projeto de Yahweh em troca de uma vida luxuosa e fascinante. Por isso, Ezequiel vê o próprio Deus deixando o Templo (11:22-24) e largando os rebeldes ao bel-prazer dos amantes.
Isso era causa de sofrimento para o profeta, mas não de desânimo e desespero. Para ele, o futuro seria de ressurreição (caps. 36-37) e novidade radical. Com sua linguagem simbólica, Ezequiel indicava os passos para a construção do mundo novo:

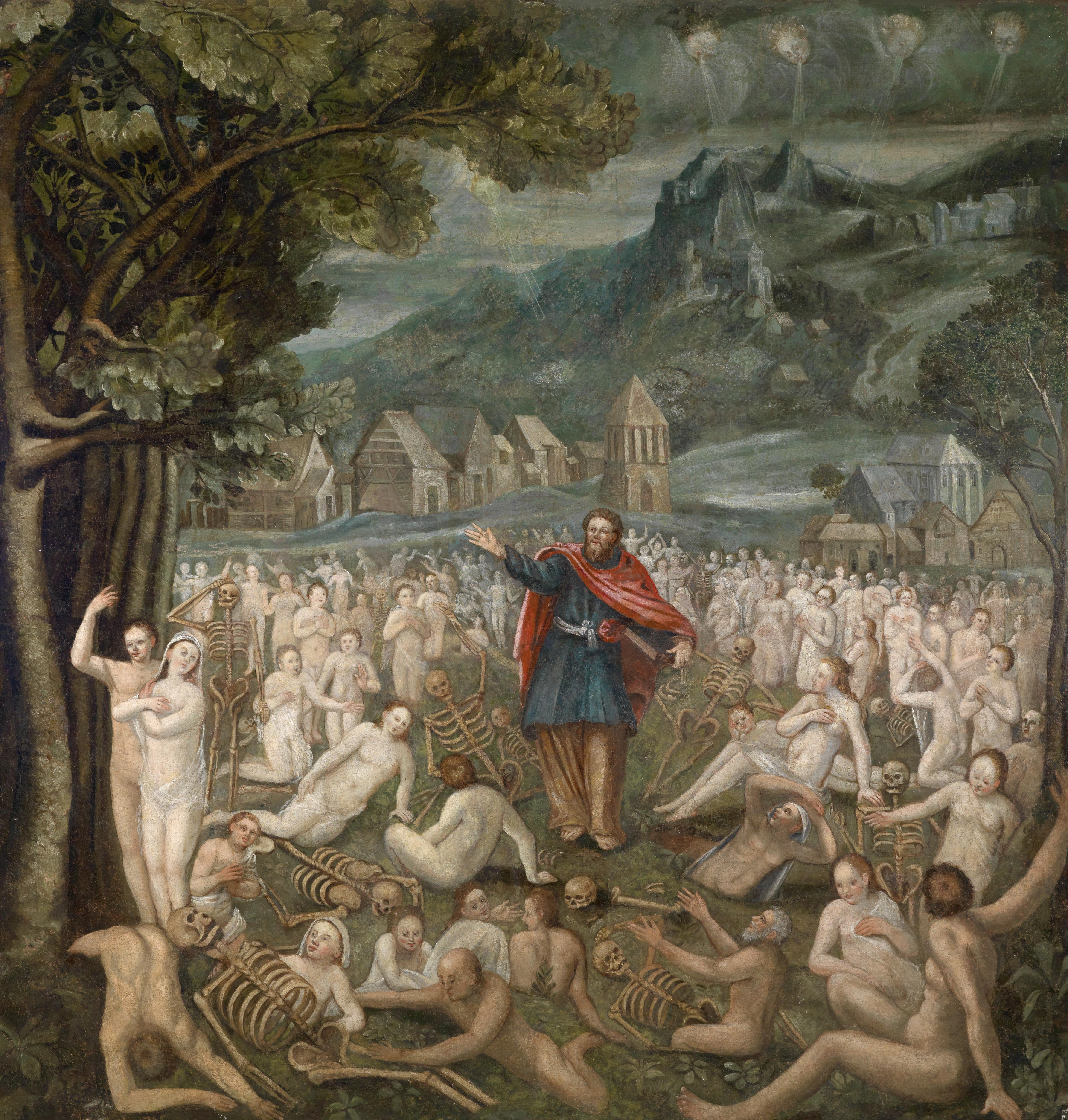
Visão de Ezequiel da ressurreição dos ossos (Ezequiel 37: 1-14), óleo sobre tela, autor desconhecido, escola alemã do século XVII

- Assumir a responsabilidade pelo fracasso histórico de um sistema que se corrompeu completamente, provocando a ruína de toda a nação.

- Compreender que a simples reforma de um sistema corrompido não gera nenhuma sociedade nova; apenas reanima o velho sistema que, cedo ou tarde, acabará sempre nos mesmos vícios.

- Converter-se a Deus, assumindo o seu projeto; e, a partir daí, construir uma sociedade justa e fraterna, voltada para a liberdade e a vida.

Com esse programa profético, vislumbrava-se um futuro novo: Deus voltaria para o meio de seu povo (43:1-7), provocando o surgimento de uma sociedade radicalmente nova. Aí, todos poderão participar igualmente dos bens e decisões que constroem a relação social a partir da justiça. Desse modo, todos poderão reconhecer que, a partir desse dia, o nome da cidade será: Yahweh está aí (48:35).
A doutrina deste profeta tem, por núcleo, a renovação interior: é preciso criar, para si, um coração novo e um espírito novo (18:31); ou ainda, o próprio Deus dará "outro" coração, um coração "novo", e infundirá, no homem, um espírito "novo" (11:19; 36:26).
Uma curiosidade sobre Ezequiel é que ele e o profeta Daniel são os únicos além de Jesus que foram chamados de filho do homem.
Ezequiel dá origem à corrente apocalípticaː suas grandiosas visões antecipam as de Daniel e as do autor de Apocalipse.

## Ezequiel e o Propósito do seu Livro
O propósito das profecias de Ezequiel foi duploː
1. entregar a mensagem divina do juízo ao povo apóstata de Judá e Jerusalém (1-24) e às sete nações estrangeiras ao seu redor (25-32);
2. conservar a fé do povo remanescente fiel a Deus no exílio concernente à restauração de seu povo segundo o concerto e a glória final do reino de Deus (33-48).

O profeta também ressaltava a responsabilidade pessoal de cada indivíduo diante de Deus, ao invés de somente culpar os antepassados e seus pecados como a causa do exílio como julgamento (18.1-32;33.10-20).